# Vietnam
Vietnam (vietnamsko Việt Nam), uradno Socialistična republika Vietnam, je država v Jugovzhodni Aziji, na vzhodnem robu celinske jugovzhodne Azije, s površino 311.699 kvadratnih kilometrov in 96 milijoni prebivalcev, zaradi česar je petnajsta najbolj naseljena država na svetu. Vietnam na severu meji na Kitajsko, na zahodu pa na Laos in Kambodžo. Preko Tajskega zaliva meji na morju s Tajsko, prek Južnokitajskega morja pa s Filipini, Indonezijo in Malezijo. Njeno glavno mesto je Hanoj (ok. 8 milijonov) in največje mesto Hošiminh (ok. 9 mlijonov prebivalcev).
Vietnam je bil naseljen v paleolitski dobi, z državami, ustanovljenimi v 1. tisočletju pred našim štetjem v delti Rdeče reke v današnjem severnem Vietnamu. Dinastija Han je priključila severni in osrednji Vietnam pod kitajsko vladavino od leta 111 pr. n. št., dokler se prva dinastija ni pojavila leta 939. Zaporedne monarhične dinastije so absorbirale kitajske vplive prek konfucijanstva in budizma ter se razširile proti jugu do Mekongove delte in osvojile Chăm Pa (generični izraz za zgodovinsko politično-kulturno mrežo dominionov avstronezijsko govorečega prebivalstva, ki živi v današnjem Južnem Vietnamu, zlasti Chamov). dinastija Nguyễn — zadnja cesarska dinastija — se je predala Franciji leta 1883. Po avgustovski revoluciji (vietnamsko Cách-mạng tháng Tám) je nacionalistični Việt Minh pod vodstvom komunističnega revolucionarja Ho Ši Minha leta 1945 razglasil neodvisnost od Francije.
Vietnam je šel skozi dolgotrajne vojne v 20. stoletju. Po drugi svetovni vojni se je Francija vrnila, da bi si povrnila kolonialno oblast v prvi indokitajski vojni, iz katere je Vietnam leta 1954 izšel kot zmagovalec, bil pa je istega leta tudi ločen na dva dela. Kmalu zatem se je začela vietnamska vojna, to je bila vojna med komunističnim severom, ki sta ga podpirali Sovjetska zveza in Kitajska, ter protikomunističnim jugom, ki so ga podpirale ZDA. Po zmagi Severnega Vietnama leta 1975 se je Vietnam leta 1976 ponovno združil kot enotna socialistična država pod Vietnamsko komunistično partijo (CPV). Neučinkovito načrtovano gospodarstvo, trgovinski embargo Zahoda ter vojne s Kambodžo in Kitajsko so državo še dodatno ohromili. Leta 1986 je CPV začela gospodarske in politične reforme, podobne kitajski gospodarski reformi, s čimer je državo spremenila v tržno usmerjeno gospodarstvo. Reforme so olajšale vietnamsko ponovno vključitev v svetovno gospodarstvo in politiko.
Vietnam je država v razvoju z gospodarstvom z nižjim srednjim dohodkom, a je kljub temu eno najhitreje rastočih gospodarstev 21. stoletja, pri čemer se napoveduje, da bo do leta 2050 BDP konkuriral razvitim državam. Vietnam ima visoko stopnjo korupcije, cenzure in slabo stanje človekovih pravic ; država se uvršča med najnižje mednarodne meritve državljanskih svoboščin, svobode tiska ter svobode veroizpovedi in etničnih manjšin. Je del mednarodnih in medvladnih institucij, vključno z ASEAN, APEC, CPTPP, Gibanjem neuvrščenih, OIF in WTO. Dvakrat je prevzela sedež v Varnostnem svetu Združenih narodov.

## Zgodovina

### Prazgodovina
Arheološka izkopavanja so razkrila obstoj ljudi na območju današnjega Vietnama že v paleolitski dobi. Za kamnite artefakte, izkopane v provinci Gia Lai, so trdili, da so stari 0,78 milijona let  na podlagi povezane najdbe tektitov, vendar je bila ta trditev izpodbijana, ker so tektiti pogosto najdeni na arheoloških najdiščih različnih starosti v Vietnamu. V jamah v provincah Lang Son in Nghe An v severnem Vietnamu so našli fosile Homo erectusa iz obdobja okoli 500.000 pr. n. št.. Najstarejši fosili Homo sapiensa iz celinske jugovzhodne Azije so srednjepleistocenskega izvora in vključujejo izolirane fragmente zob iz Tham Om in Hang Hum. Zobe, ki jih pripisujejo Homo sapiensu iz poznega pleistocena, so našli v Dong Canu in iz zgodnjega holocena v Mai Da Dieu, Lang Gao in Lang Cuom. Približno leta 1000 pr. n. št. je razvoj kulture gojenja mokrega riža na poplavnih ravnicah reke Ma in Rdeče reke privedel do razcveta Dong Son, znanega po bronastem litju, ki se uporablja za izdelavo dovršenih bronastih bobnov Dong Son. Na tej točki sta se pojavili zgodnji vietnamski kraljestvi Van Lang in Au Lac, vpliv kulture pa se je skozi 1. tisočletje pr. n. št. razširil na druge dele jugovzhodne Azije, vključno s pomorsko jugovzhodno Azijo.

### Dinastični Vietnam
Po legendah dinastija Hong Bang kraljev Hung, ustanovljena leta 2879 pr. n. št., velja za prvo državo v zgodovini Vietnama (takrat znana kot Xich Quy in kasneje Van Lang). Leta 257 pr. n. št. je zadnjega kralja Hung premagal Thuc Phan. Konzulira plemena Lac Viet in Au Viet, da ustanovita Au Lac, in se razglasi za An Duong Vuong. Leta 179 pr. n. št. je kitajski general po imenu Zhao Tuo premagal An Duong Vuonga in konzula Au Laca v Nanyue. Vendar pa je bil Nanyue sam vključen v cesarstvo kitajske dinastije Han leta 111 pr. n. št. po vojni Han-Nanyue. Naslednjih tisoč let ostane severni Vietnam večinoma pod kitajsko oblastjo. Zgodnja gibanja za neodvisnost, kot so tista sester Trung in Lady Trieu, so bila začasno uspešna, čeprav je regija pridobila daljše obdobje neodvisnosti kot Van Xuan pod dinastijo Anterior Ly med letoma 544 in 602. Do začetka 10. stoletja je Severni Vietnam pod družino Khuc dosegel avtonomijo, ne pa tudi suverenosti.
Leta 938 n. št. je vietnamski gospodar Ngo Quyen porazil sile kitajske države Južni Han pri reki Bach Dang in dosegel popolno neodvisnost Vietnama leta 939 po tisočletju kitajske nadvlade. Do leta 960 je bilo ustanovljeno dinastično kraljestvo Đại Việt (Veliki Viet), vietnamska družba je uživala v zlati dobi pod dinastijama Ly in Tran. Med vladavino dinastije Tran je Dai Viet odbil tri mongolske invazije. Medtem je mahajanska veja budizma cvetela in postala državna vera. Po vojni med letoma 1406 in 1407 Ming-Ho, ki je strmoglavila dinastijo Ho, je vietnamsko neodvisnost za kratek čas prekinila kitajska dinastija Ming, vendar jo je obnovil Le Loi, ustanovitelj dinastije Le. Vietnamska vlada je dosegla vrhunec v dinastiji Le v 15. stoletju, zlasti med vladavino kralja Le Thanh Tonga (1460–1497). Med 11. in 18. stoletjem se je vietnamska država širila proti jugu v postopnem procesu, znanem kot Nam tiến (»širitev proti jugu«), ki je na koncu osvojila kraljestvo Champa in del Kmerskega kraljestva.
Od 16. stoletja dalje so državljanski spopadi in pogosti politični spopadi zajeli večji del Đại Việta. Najprej je dinastija Mac, ki jo je podpirala Kitajska, izzvala moč dinastije Le. Po porazu dinastije Mac je bila nominalno ponovno postavljena dinastija Le. Dejanska oblast pa je bila razdeljena med severne lorde Trinh in južne lorde Nguyễn, ki so bili vključeni v državljansko vojno več kot štiri desetletja, preden je bilo v 1670-ih sklicano premirje. V tem obdobju je Nguyen razširil južni Vietnam v delto Mekonga ter si priključil osrednje višavje in kmerske dežele v delti Mekonga. Delitev države se je končala stoletje pozneje, ko sta brata Tay Son ustanovila novo dinastijo. Vendar njuna vladavina ni trajala dolgo in premagali so ju ostanki lordov Nguyễn, ki jih je vodil Nguyễn Anh, ob pomoči Francozov. Nguyễn Anh je združil Vietnam in ustanovil dinastijo Nguyễn, ki je vladala pod imenom Gia Long.

### Francoska Indokina
V 16. stoletju so Portugalci raziskovali vietnamsko obalo in poročali, da so na otokih Chami postavili stelo, da bi označili svojo prisotnost. Do leta 1533 so začeli pristajati v vietnamski delti, vendar so bili zaradi lokalnih nemirov in bojev prisiljeni oditi. Imeli so tudi manj zanimanja za ozemlje kot Kitajska in Japonska. Ko so se naselili v Makavu in Nagasakiju, da bi začeli donosno trgovsko pot med Macau in Japonsko, so se Portugalci začeli vpletati v trgovino s Hội Anom. Portugalski trgovci in jezuitski misijonarji pod sistemom Padroado so bili dejavni v obeh vietnamskih kraljestvih Kočinčina (Cochinchina ali Quinan) in Dang Ngoai (Tonkin) v 17. stoletju. Nizozemci so prav tako poskušali vzpostaviti stik s Quinanom leta 1601, vendar jim tam po več nasilnih spopadih z domačini ni uspelo ohraniti prisotnosti. Nizozemska vzhodnoindijska družba je šele spomladi 1637 uspela vzpostaviti uradne odnose s Tonkinom, potem ko je zapustila Dedžimo na Japonskem, da bi vzpostavila trgovino s svilo. Medtem je leta 1613 prvi angleški poskus vzpostavitve stika s Hội Anom propadel po nasilnem incidentu, v katerega je bila vpletena vzhodnoindijska družba. Do leta 1672 so Angleži res vzpostavili odnose s Tonkinom in jim je bilo dovoljeno prebivati v Pho Hienu.
Med letoma 1615 in 1753 so v Vietnamu trgovali tudi francoski trgovci Prvi francoski misijonarji so prispeli leta 1658 pod portugalskim Padroadom. Pariško združenje tujih misijonov pod Propagando Fide je od svoje ustanovitve aktivno pošiljalo misijonarje v Vietnam, pri čemer so prvi vstopili v Cochinchino leta 1664 in Tonkin prvi leta 1666. Španski dominikanci so se pridružili misijonu Tonkin leta 1676, frančiškani pa so bili v Cochinchini od leta 1719 do 1834. Potem ko je bilo aretiranih več katoliških misijonarjev, je francoska mornarica leta 1843 posredovala, da bi jih osvobodila, saj je bilo kraljestvo dojeto kot ksenofobično. V nizu osvajanj od 1859 do 1885 je Francija oslabila suverenost Vietnama. Pri obleganju Tourana leta 1858 je Franciji pomagala Španija (s filipinskimi, latinskoameriškimi in španskimi četami s Filipinov)  in morda nekaj katoličani iz Tonkina. Po pogodbi iz leta 1862 in še posebej po tem, ko je Francija leta 1867 popolnoma osvojila Spodnjo Cochinchino, je vzniknilo gibanje Van Than plemstva in učenjakov, ki je zagrešilo nasilje nad katoličani po osrednjem in severnem Vietnamu.
Med letoma 1862 in 1867 je južna tretjina države postala francoska kolonija Kočinčina. Do leta 1884 je bila celotna država pod francosko oblastjo, pri čemer sta bila osrednji in severni del Vietnama razdeljena na dva protektorata Anam in Tonkin. Tri entitete so bile uradno vključene v zvezo Francoske Indokine leta 1887. Francoska uprava vsiljuje vietnamski družbi pomembne politične in kulturne spremembe. Zahodni sistem sodobnega izobraževanja je uvedel nove humanistične vrednote. Večina francoskih naseljencev v Indokini je bila skoncentrirana v Kočinčini, zlasti v Sajgonu in v Hanoju, glavnem mestu kolonije.
V kolonialnem obdobju so se gverilci rojalističnega gibanja Can Vuong uprli francoski vladavini in pobili približno tretjino vietnamskega krščanskega prebivalstva. Po desetletju odpora so jih v 1890-ih porazili katoličani kot povračilo za prejšnje poboje. Drugi obsežen upor, vstaja Thai Nguyen, je bil prav tako močno zatrt. Francozi so razvili plantažno gospodarstvo za spodbujanje izvoza tobaka, indiga, čaja in kave. Vse pogostejše zahteve po državljanskih pravicah in samoupravi pa so bistveno ignorirali.
Kmalu se pojavi nacionalistično politično gibanje z voditelji, kot so Phan Boi Chau, Phan Chau Trinh, Phan Dinh Phung, cesar Ham Nghi in Ho Ši Minh, ki se borijo ali pozivajo k neodvisnosti. To je bilo leta 1930 v uporu Yen Bai Vietnamske nacionalistične stranke (VNQDD), ki so ga Francozi zatrli. Upor je razdelil gibanje za neodvisnost, saj je veliko vodilnih članov prestopilo v komunizem.
Francozi so ohranili popoln nadzor nad svojimi kolonijami do druge svetovne vojne, ko je vojna na Pacifiku leta 1940 povzročila japonsko invazijo na francosko Indokino. Nato je bilo japonskemu imperiju dovoljeno namestiti svoje enote v Vietnamu, medtem ko se je provichyjska francoska kolonialna administracija nadaljevala. Japonska je izkoriščala naravne vire Vietnama za podporo svojih vojaških akcij, ki so dosegle vrhunec s popolnim prevzemom države marca 1945. To je vodilo do vietnamske lakote leta 1945, ki je ubila do dva milijona ljudi.

### Po drugi svetovni vojni
V letu 1924, po prihodu iz Evrope, Ho Ši Minh ustanovi prvo marksisitčno skupino v regiji, imenovano Zveza revolucionarne vietnamske mladine. Ta postopoma preraste v komunistično dominiran Việt Minh, to pa je bila edina vojaška sila, ki se je med drugo svetovno vojno odločneje upirala japonski zasedbi. Việt Minh je bil v bistvu organiziran z namenom boja proti francoski kolonialni oblasti. Takoj po koncu druge svetovne vojne Ho Ši Minh razglasi neodvisnost Vietnama. V letu 1945/46 Francozi vztrajno skušajo vzpostaviti svojo oblast, vendar to hitro pripelje do nasilnih spopadov in nenazadnje do francosko-Việt Minhovske vojne bolj znane po imenu prva indokitajska vojna. V mesecu maju, dan pred ženevsko mirovno konvencijo, Việt Minh opustoši francosko bazo v vasici na severozahodu Vietnama - Dien Bien Phu. Tako se v Ženevi Vietnam začasno razdeli na dva teritorija, z razmejitvijo na reki Ben Hai. S tem, ko predsednik južnega teritorija, antikomunist in katolik Ngo Dinh Diem, zavrne volitve v letu 1954, Ben Hai linija postne de facto meja med komunističnim Severnim Vietnamom in navidezno demokratičnim Južnim Vietnamom. V letu 1959 oblasti Severnega Vietnama v politiki Diema spremenijo pristop iz političnega boja v oborožen boj. V boju proti Diemu, sever ustanovi Nacionalno osvobodilno fronto, bolje znano pod imemon Viet Kong (VC).
Diem je veljal za diktatorja in ga v državnem udaru v novembru 1963 ubije lastna vojska. Hanoj zatem odredi infiltracijo redne severnovietnamske vojske na jug. Ob pomoči ameriških vojaških svetovalcev in opreme, Južni Vietnam odbije prve napade. V avgustu sta ameriška rušilca USS Maddox in USS C. Turner Joy domnevno napadena od severnovietnamskih torpednih čolnov, kar neposredno pripelje Združene države Amerike v vojno. Čeprav nikoli ne dajo uradne vojne napovedi Severnemu Vietnamu, ZDA vstopijo v vietnamsko vojno. Ameriškim vojakom se v kratkem pridružijo še manjše enote iz Južne Koreje, Avstralije, Tajske in Nove Zelandije. Čeprav je bila ameriška javnost že dlje časa ogorčena nad številom smrtnih žrtev ameriških vojakov ter razširjenostjo uživanja drog med vojaki samimi, je bila glavni katalizator javnega zavračanja vojne nedvomno ofenziva Tet (tet pomeni po vietnamsko novo leto). Medtem, ko je Južni Vietnam praznoval tet festival (ta se praznuje na lunarno novo leto), je Viet Kong sprožil ofenzivo. Končno se leta 1973 na Pariški konferenci obe strani dogovorita za prenehanje sovražnosti, popoln umik ameriških enot in izpustitev ameriških vojnih ujetnikov.
Po vsej širini 17. vzporednika leta 1975 Severni Vietnam napade Južnega, Sajgon se preda in sever ga preimenuje v Hošiminh. Komunistična zmaga in združitev končata stoletno kolonialno represijo, žal pa ji v kratkem sledi velika mednarodna gonja proti tistim, ki so bili povezani s prejšnjim režimom. Tisoče Južnih Vietnamcev zbeži od doma in tako ustvarijo poplavo beguncev v naslednjih 15 letih. V letu 1976 je ustanovljena Socialistična republika Vietnam.
Represija proti kitajski manjšini na severu Vietnama in napad na Kambodžo prepričata Kitajce v napad na Vietnam. Vojna traja sicer samo 17 dni, nezaupanje med državama pa ostaja še do danes. 
V prvi polovici devetdesetih let, po koncu hladne vojne in padcu Sovjetske Zveze Vietnam pristopi v razne približevalne pogovore z zahodom. V letu 1995 Vietnam ponovno vzpostavi diplomatske odnose z ZDA.

## Geografija
Vietnam leži na vzhodnem Indokitajskem polotoku med 8° in 24° S ter 102° in 110° V zemljepisne dolžine. Pokriva skupno površino približno 331.212 km². Skupna dolžina kopenskih meja države je 4639 km, njegova obala pa je dolga 3444 km. Na najožji točki v osrednji provinci Quang Binh je država široka le 50 kilometrov, na severu pa se razširi na približno 600 kilometrov. Vietnamsko ozemlje je večinoma hribovito in gosto gozdnato, z ravnim ozemljem, ki ne pokriva več kot 20 %. Gore predstavljajo 40 % površine države, tropski gozdovi pa približno 42 %. Delta Rdeče reke na severu, ravna, približno trikotna regija, ki pokriva 15.000 km², je manjša, vendar bolj intenzivno razvita in bolj gosto poseljena kot delta reke Mekong na jugu. Nekoč je bil vhod v Tonkinški zaliv, v tisočletjih pa so ga zapolnile rečne naplavine. Delta, ki obsega približno 40.000 km², je nizka ravnina, ki ni nikjer več kot 3 metre nad morsko gladino. Prepreda jo labirint rek in kanalov, ki prenašajo toliko usedlin, da delta vsako leto napreduje 60 do 80 metrov v morje. Izključna gospodarska cona Vietnama obsega 417.663 km² v Južnokitajskem morju. 
Južni Vietnam je razdeljen na obalno nižavje, Annamitsko gorovje in obsežne gozdove. Višavje, ki obsega pet razmeroma ravnih planot bazaltnih tal, predstavlja 16 % obdelovalne zemlje v državi in 22 % celotne gozdnate zemlje. Prst v večjem delu južnega dela Vietnama ima relativno malo hranil zaradi intenzivnega obdelovanja. V preteklosti je bilo zabeleženih več manjših potresov. Večina se jih je zgodila blizu severne vietnamske meje v provincah Dien Bien, Lao Cai in Son La, medtem ko so bili nekateri zabeleženi na morju osrednjega dela države. Severni del države sestavljajo večinoma visokogorje in delta Rdeče reke. Fan Si Pan (znan tudi kot Phan Xi Pang), ki je v provinci Lao Cai, je najvišja gora v Vietnamu, visoka 3143 m. Od severa do juga Vietnama ima država tudi številne otoke; Phu Quoc je največji. Jama Son Doong velja za največji znani jamski prehod na svetu od odkritja leta 2009. Jezero Ba Bể in reka Mekong sta največje jezero in najdaljša reka v državi.

### Podnebje
Zaradi razlik v zemljepisni širini in izrazitega topografskega reliefa se podnebje Vietnama v vsaki regiji precej razlikuje. Vietnam je država v tropih, vendar se severni Vietnam, vključno s Hanojem, po Köppenovi podnebni klasifikaciji šteje za subtropsko regijo. V zimskem ali sušnem obdobju, ki traja približno od novembra do aprila, monsunski vetrovi običajno pihajo s severovzhoda vzdolž kitajske obale in čez Tonkinški zaliv ter poberejo precej vlage. Povprečna letna temperatura je na splošno višja v ravninah kot v gorah, zlasti v južnem Vietnamu v primerjavi s severnim. Temperature se manj razlikujejo v južnih nižinah okoli mesta Hošiminh in delte Mekonga, med letom med 21 in 35 °C. V Hanoju in okoliških območjih delte Rdeče reke so temperature precej nižje med 15 in 33 °C. Sezonske razlike v gorah, planotah in najsevernejših območjih so veliko bolj dramatične, z različnimi temperaturami od 3 °C decembra in januarja do 37 °C julija in avgusta. Pozimi sneg občasno zapade na najvišje vrhove skrajnih severnih gora blizu kitajske meje. Vietnam prejema veliko padavin s povprečno količino od 1500 mm do 2000 mm v monsunskih sezonah; to pogosto povzroči poplave, zlasti v mestih s slabimi drenažnimi sistemi. Državo prizadenejo tudi tropske depresije, tropske nevihte in tajfuni. Vietnam je ena najbolj ranljivih držav za podnebne spremembe, saj 55 % njenega prebivalstva živi na nizko ležečih obalnih območjih.

## Rastlinstvo in živalstvo
Ker država leži znotraj indomalajskega kraljestva, je Vietnam ena od petindvajsetih držav, za katere velja, da imajo edinstveno visoko stopnjo biotske raznovrstnosti. To je bilo ugotovljeno v državnem poročilu o okoljskem stanju leta 2005. Po biološki raznovrstnosti je uvrščen na 16. mesto na svetu, kjer živi približno 16 % svetovnih vrst. V državi je bilo ugotovljenih 15.986 vrst rastlin, od katerih je 10 % endemičnih. Vietnamska favna vključuje 307 vrst glist, 200 maloščetincev (oligochaeta), 145 pršic (akarina), 113 skakačev, 7750 žuželk, 260 plazilcev in 120 dvoživk. V Vietnamu je 840 ptic in 310 sesalcev, od katerih je 100 ptic in 78 sesalcev endemičnih. Vietnam ima dve mesti svetovne naravne dediščine – zaliv Ha Long in Narodni park Phong Nha-Ke Bang – skupaj z devetimi biosfernimi rezervati, vključno z gozdom mangrove Can Gio, narodni park Cát Tiên, narodni park Cát Bà, narodni park U Minh Thượng, delto Rdeče reke, Mekongovo delto, Morski park Zahodni Nghệ An, narodni park Mũi Cà Mau in narodni park Cu Lao Cham.
Vietnam je tudi dom 1438 vrst sladkovodnih mikroalg, ki predstavljajo 9,6 % vseh vrst mikroalg, pa tudi 794 vodnih nevretenčarjev in 2458 vrst morskih rib. V zadnjih letih je bilo v Vietnamu na novo opisanih 13 rodov, 222 vrst in 30 taksonov flore. Odkrili so tudi šest novih vrst sesalcev, vključno s saolo, orjaškim muntjakom in tonkinsko kljunasto opico, skupaj z eno novo vrsto ptic, ogroženim Edwardsovim fazanom. V poznih 1980-ih so v narodnem parku Cát Tiên našli majhno populacijo javanskih nosorogov. Vendar pa je bil zadnji primerek te vrste v Vietnamu ustreljen leta 2010. Vietnam je na področju kmetijske genetske raznovrstnosti eden izmed dvanajstih svetovnih središč izvirnih kultivarjev. Vietnamska nacionalna genska banka kultivarjev hrani 12.300 kultivarjev 115 vrst. Vietnamska vlada je samo v letu 2004 porabila 49,07 milijona USD za ohranjanje biotske raznovrstnosti in ustanovila 126 ohranitvenih območij, vključno s 30 nacionalnimi parki.
V Vietnamu je krivolov divjih živali postal velika skrb. Leta 2000 je bila ustanovljena nevladna organizacija (NVO), imenovana Izobraževanje za naravo – Vietnam, da bi prebivalstvu vcepila pomen ohranjanja prosto živečih živali v državi. V letih, ki so sledila, so vietnamski mladi ustanovili drugo nevladno organizacijo, imenovano GreenViet, za uveljavljanje zaščite prostoživečih živali. S sodelovanjem med nevladnimi organizacijami in lokalnimi oblastmi so aretacije njihovih voditeljev ohromile številne lokalne lovske sindikate. Študija, objavljena leta 2018, je razkrila, da je Vietnam destinacija za nezakonit izvoz nosorogovih rogov iz Južne Afrike zaradi povpraševanja po njih kot zdravilu in statusnem simbolu.
Glavna okoljska skrb, ki še vedno obstaja v Vietnamu, je dediščina uporabe kemičnega herbicida Agent Orange, ki še naprej povzroča prirojene napake in številne zdravstvene težave pri vietnamskem prebivalstvu. V južnih in osrednjih območjih, ki jih je uporaba kemikalije med vietnamsko vojno najbolj prizadela, ji je bilo izpostavljenih skoraj 4,8 milijona Vietnamcev in so trpeli zaradi njenih učinkov. Leta 2012, približno 50 let po vojni, so ZDA začele 43 milijonov dolarjev vreden skupni projekt čiščenja nekdanjih kemičnih skladišč v Vietnamu, ki naj bi potekal po fazah. Po zaključku prve faze v Da Nangu konec leta 2017 so ZDA objavile svojo zavezanost čiščenju drugih območij, zlasti na močno prizadetem območju Bien Hoa, ki je štirikrat večje od predhodno obdelanega območja, na ocenjeni stroški 390 milijonov $.
Vietnamska vlada vsako leto porabi več kot 10 bilijonov VND (431,1 milijona USD) za mesečna nadomestila in fizično rehabilitacijo žrtev kemikalij. Leta 2018 je japonska inženirska skupina Shimizu Corporation v sodelovanju z vietnamsko vojsko zgradila obrat za obdelavo umazanije z Agent Orange. Stroške izgradnje obrata je financiralo podjetje samo. Eden od dolgoročnih načrtov za obnovitev poškodovanega gospodarstva južnega Vietnama je uporaba prizadevanj za pogozdovanje. Vietnamska vlada je to začela ob koncu vojne. Začelo se je s ponovno zasaditvijo gozdov mangrov v regijah delte Mekonga in v Can Giu zunaj mesta Hošiminh, kjer so mangrove pomembne za lajšanje (čeprav ne za odpravo) poplavnih razmer med monsunskimi obdobji. Država je imela leta 2019 povprečno oceno indeksa celovitosti gozdne krajine 5,35/10, kar jo je uvrstilo na 104. mesto med 172 državami.
Poleg težav s herbicidi je velika skrb postal tudi arzen v podtalnici v deltah Mekonga in Rdeče reke. In kar je najbolj razvpito, neeksplodirana ubojna sredstva (NUS) predstavljajo nevarnost za ljudi in divje živali – še ena grenka dediščina dolgih vojn. Kot del nenehne kampanje za razminiranje/odstranjevanje NUS je več mednarodnih agencij za odstranjevanje bomb iz Združenega kraljestva, Danske, Južne Koreje in ZDA zagotavljalo pomoč. Vietnamska vlada porabi več kot 1 bilijon VND (44 milijonov USD) letno za operacije razminiranja in dodatnih sto milijard VND za zdravljenje, pomoč, rehabilitacijo, poklicno usposabljanje in ponovno naselitev žrtev NUS. Leta 2017 je kitajska vlada odstranila tudi 53.000 min in eksplozivov, ki so ostali iz vojne med državama, na območju 18,4 km2 v kitajski provinci Junnan, ki meji na kitajsko-vietnamsko mejo.

### Geologija
V Vietnamu najdemo več vrst geoloških formacij, izmed katerih so najbolj znane formacije tropskega krasa. Slednjih je največ v severnem delu države in sicer v okolici zaliva Ha Long in v parku Tam Coc, v provinci Ninh Bình. Granitne formacije najdemo bolj proti jugu v okolici Đà Nẵnga (obalne pečine pod prelazom Hai Van), in v bližini Nha Tranga. Srednje višavje je sestavljeno pretežno iz rdeče vulkanske kamnine. Mekong je ob izlivu v Južnokitajsko morje ustvarilo eno izmed največjih svetovnih delt in je sestavljena iz finega peska in blata, naloženih skozi milijone let.

## Upravna razdelitev
Vietnam je razdeljen na 58 provinc in pet občin. Pod to stopnjo so mesta, okrožja in vasi. Pokrajinski in občinski ljudski sveti poročajo neposredno centralni vladi. Obstajajo tudi izvoljeni ljudski sveti na ravneh okrožij in občin, na katere so lokalne oblasti v določeni meri vezane. Ljudski sveti izvolijo tudi ljudske odbore, ki zastopajo regionalne vlade.
Socialistično republiko Vietnam urejata 110. člen ustave iz leta 2013 in 2. člen zakona o organizaciji lokalne samouprave (Luật Tổ chức chính quyền địa phương)
- Pokrajinska raven (Cấp Tỉnh):
  - 58 provinc (Tỉnh)
  - 5 osrednjih vladnih mest (Thành phố trực thuộc trung ương)
- Raven okrožja: (Cấp Huyện):
  - 47 (urbanih) okrožij (Quận)
  - 556 okrožij (Huyện)
  - 46 Tržna mesta (Thị xã)
  - 10 provincialnih mest (Thành phố trực thuộc tỉnh)
  - 0 mest, podrejenih mestu centralne vlade (Thành phố thuộc thành phố trực thuộc trung ương)
- Občinska raven (Cấp Xã):
  - 9.121 Občine (Xã)
  - 1366 sosesk (Phường)
  - 625 Velike skupnosti (Thị trấn).

Poleg tega obstajajo tudi druge delitve znotraj skupnosti, kot so làng, thôn, bản, buôn in sóc; v soseskah in večjih skupnostih obstajajo khu dân cư, khu phố, khu vực in khóm. Ti pa nimajo svojih upravnih organov.

## Gospodarstvo
Skozi zgodovino Vietnama je njegovo gospodarstvo v veliki meri temeljilo na kmetijstvu - predvsem mokrem gojenju riža. Boksit, pomemben material pri proizvodnji aluminija, kopljejo v osrednjem Vietnamu. Od ponovne združitve gospodarstvo države oblikuje predvsem CPV s petletnimi načrti, o katerih odločajo plenarna zasedanja Centralnega komiteja in nacionalni kongresi. Kolektivizacija kmetij, tovarn in investicijskega blaga je bila izvedena kot del vzpostavitve centralnega načrtovanja, pri čemer so milijoni ljudi delali za državna podjetja. Pod strogim državnim nadzorom so vietnamsko gospodarstvo še naprej pestili neučinkovitost, korupcija v državnih podjetjih, slaba kakovost in premajhna proizvodnja. Z upadom gospodarske pomoči njene glavne trgovinske partnerice, Sovjetske zveze, po razpadu vzhodnega bloka v poznih 1980-ih in poznejšim razpadom Sovjetske zveze ter negativnimi učinki povojnega trgovinskega embarga vsiljene s strani Združenih držav je Vietnam začel liberalizirati svojo trgovino z devalvacijo svojega menjalnega tečaja, da bi povečal izvoz, in se lotil politike gospodarskega razvoja.
Leta 1986 je 6. narodni kongres CPV uvedel socialistično usmerjene tržne gospodarske reforme kot del reformnega programa Đổi Mới. V industriji, trgovini in kmetijstvu se je začelo spodbujati zasebno lastništvo, državna podjetja pa so bila prestrukturirana tako, da so delovala pod tržnimi omejitvami. To je pripeljalo do tega, da je petletne gospodarske načrte nadomestil socialistično usmerjen tržni mehanizem. Kot rezultat teh reform je Vietnam med letoma 1990 in 1997 dosegel približno 8-odstotno letno rast bruto domačega proizvoda (BDP). Združene države so končale svoj gospodarski embargo proti Vietnamu v začetku leta 1994. Čeprav je azijska finančna kriza leta 1997 povzročila gospodarsko upočasnitev na 4–5 % letno rast, je gospodarstvo začelo okrevati leta 1999 in je od leta 2000 do 2005 raslo s približno 7 % letno, kar je eno najhitrejših na svetu. Po podatkih Generalnega statističnega urada Vietnama (GSO) je rast kljub svetovni recesiji v poznem 2000-ih ostala močna in je leta 2010 znašala 6,8 %. Vietnamska medletna stopnja inflacije je decembra 2010 dosegla 11,8 %, valuta, vietnamski đồng, je bil trikrat razvrednoten.
Globoka revščina, opredeljena kot odstotek prebivalstva, ki živi z manj kot 1 dolarjem na dan, se je v Vietnamu znatno zmanjšala in relativna stopnja revščine je zdaj nižja kot na Kitajskem, v Indiji in na Filipinih. Ta upad je mogoče pripisati pravični ekonomski politiki, usmerjeni v izboljšanje življenjskega standarda in preprečevanje naraščanja neenakosti. Te politike so vključevale enakopravno razdelitev zemljišč v začetnih fazah programa Đổi Mới, naložbe v revnejša oddaljena območja ter subvencioniranje izobraževanja in zdravstvenega varstva. Od začetka leta 2000 je Vietnam uporabljal zaporedno liberalizacijo trgovine, dvotirni pristop, ki je nekatere sektorje gospodarstva odprl mednarodnim trgom. Proizvodnja, informacijska tehnologija in visokotehnološke industrije zdaj tvorijo velik in hitro rastoči del nacionalnega gospodarstva. Čeprav je Vietnam relativno novinec v naftni industriji, je tretji največji proizvajalec nafte v jugovzhodni Aziji s skupno proizvodnjo v letu 2011 318.000 sodčkov na dan (50.600 m3/d). Leta 2010 je bil Vietnam uvrščen med osmega največjega proizvajalca surove nafte v azijsko-pacifiški regiji. ZDA so kupile največ vietnamskega izvoza, medtem ko je bilo blago iz Kitajske najbolj priljubljen vietnamski uvoz.
Na podlagi ugotovitev Mednarodnega denarnega sklada (IMF) leta 2022 je bila stopnja brezposelnosti v Vietnamu 2,4 %, nominalni BDP 408,947 milijarde USD in nominalni BDP na prebivalca 4122 USD. Poleg gospodarstva primarnega sektorja je turizem znatno prispeval k gospodarski rasti Vietnama s 7,94 milijona tujih obiskovalcev, zabeleženih v letu 2015.

### Kmetijstvo
Zaradi več ukrepov zemljiške reforme je Vietnam postal velik izvoznik kmetijskih proizvodov. Zdaj je največji proizvajalec indijskih oreščkov (Anacardium occidentale) na svetu z enotretjinskim svetovnim deležem; največji proizvajalec črnega popra, ki predstavlja tretjino svetovnega trga; in drugi največji izvoznik riža v svetu po Tajski od 1990-ih. Kasneje je Vietnam tudi drugi največji svetovni izvoznik kave. Država ima največji delež rabe zemljišč za trajne nasade skupaj z drugimi državami v podregiji Velikega Mekonga. Drug primarni izvoz vključuje čaj, naravno gumo in ribje izdelke. Delež kmetijstva v vietnamskem BDP je v zadnjih desetletjih upadel z 42 % leta 1989 na 20 % leta 2006, ko se je proizvodnja v drugih sektorjih gospodarstva povečala.

### Morska hrana
Celotna ribiška proizvodnja v Vietnamu iz ulova in ribogojstva je leta 2011 znašala 5,6 milijona ton, leta 2016 pa 6,7 milijona ton. Proizvodnja vietnamskega ribiškega sektorja je močno rasla, kar bi lahko pripisali nenehni širitvi podsektorja ribogojstva.

### Znanost in tehnologija
Leta 2010 je skupna državna poraba Vietnama za znanost in tehnologijo znašala približno 0,45 % njenega BDP. Od dinastičnega obdobja so vietnamski učenjaki razvili številna akademska področja, zlasti v družboslovju in humanistiki. Vietnam ima tisočletja globoko zapuščino analitičnih zgodovin, kot je Đại Việt sử ký toàn thư avtorja Ngô Sĩ Liêna. Vietnamski menihi, ki jih je vodil abdicirani cesar Trần Nhân Tông, so v 13. stoletju razvili vejo filozofije Trúc Lâm Zen. Aritmetiko in geometrijo v Vietnamu množično poučujejo od 15. stoletja z uporabo učbenika Đại thành toán pháp avtorja Lương Thế Vinha. Lương Thế Vinh je Vietnamu predstavil pojem ničle, medtem ko je Mạc Hiển Tích uporabil izraz số ẩn ("neznano/skrivno/skrito število") za označevanje negativnih števil. Poleg tega so vietnamski učenjaki izdelali številne enciklopedije, kot je Vân đài loại ngữ, avtorja Lê Quý Đôna.
V sodobnem času so vietnamski znanstveniki pomembno prispevali na različnih področjih študija, predvsem v matematiki. Hoàng Tụy je bil pionir na področju uporabne matematike globalne optimizacije v 20. stoletju, medtem ko je Ngô Bảo Châu leta 2010 osvojil Fieldsovo medaljo za svoj dokaz temeljne leme v teoriji avtomorfnih oblik. Odkar je vlada leta 1975 ustanovila Vietnamsko akademijo za znanost in tehnologijo (VAST), si država prizadeva za razvoj svojega prvega nacionalnega programa vesoljskih poletov, zlasti po dokončanju infrastrukture v Vietnamskem vesoljskem centru (VSC) leta 2018. Vietnam je dosegel tudi pomemben napredek pri razvoju robotov, kot je humanoidni model TOPIO. Eno od glavnih vietnamskih aplikacij za sporočanje, Zalo, je razvil Vương Quang Khải, vietnamski heker, ki je kasneje sodeloval z največjim podjetjem za storitve informacijske tehnologije v državi, FPT Group.
Po podatkih Unescovega inštituta za statistiko je Vietnam v letu 2011 namenil 0,19 % svojega BDP znanstvenim raziskavam in razvoju. Vietnam je bil leta 2021 na lestvici Global Innovation Index uvrščen na 44. mesto, od leta 2012, ko je bil uvrščen na 76. mesto, je svojo uvrstitev precej povečal. Med letoma 2005 in 2014 se je število vietnamskih znanstvenih publikacij, zabeleženih v Thomson Reuters's Web of Science, povečalo po stopnji, ki je precej nad povprečjem za jugovzhodno Azijo, čeprav s skromnega izhodišča. Publikacije se osredotočajo predvsem na znanosti o življenju (22 %), fiziko (13 %) in tehniko (13 %), kar je skladno z nedavnim napredkom v proizvodnji diagnostične opreme in ladjedelništvu. Skoraj 77 % vseh člankov, objavljenih med letoma 2008 in 2014, je imelo vsaj enega mednarodnega soavtorja. Avtonomija, ki so jo vietnamski raziskovalni centri uživali od sredine 1990-ih, je mnogim od njih omogočila, da delujejo kot kvazizasebne organizacije, ki zagotavljajo storitve, kot sta svetovanje in tehnološki razvoj. Nekateri so se 'odcepili' od večjih institucij in ustanovili lastna polzasebna podjetja, s čimer so pospešili prenos znanstvenega in tehnološkega osebja javnega sektorja v te polzasebne ustanove. Ena sorazmerno nova univerza, Univerza Tôn Đức Thắng, ki je bila zgrajena leta 1997, je že vzpostavila 13 centrov za prenos tehnologije in storitev, ki skupaj ustvarijo 15 % prihodkov univerze. Mnogi od teh raziskovalnih centrov služijo kot dragoceni posredniki, ki povezujejo javne raziskovalne ustanove, univerze in podjetja.

### Turizem
Turizem je pomemben element gospodarske dejavnosti v državi, saj prispeva 7,5 % celotnega BDP. Vietnam je leta 2017 gostil približno 13 milijonov turistov, kar je 29,1 % več kot leto prej, zaradi česar je ena najhitreje rastočih turističnih destinacij na svetu. Velika večina turistov v državi, približno 9,7 milijona, je prišla iz Azije; in sicer Kitajska (4 milijoni), Južna Koreja (2,6 milijona) in Japonska (798.119). Vietnam privablja tudi veliko število obiskovalcev iz Evrope, s skoraj 1,9 milijona obiskovalcev v letu 2017; največ evropskih obiskovalcev je prišlo iz Rusije (574.164), sledijo Združeno kraljestvo (283.537), Francija (255.396) in Nemčija (199.872). Drugi pomembni mednarodni prihodi glede na državljanstvo vključujejo Združene države (614.117) in Avstralijo (370.438).
Najbolj obiskana destinacija v Vietnamu je največje mesto Hošiminh z več kot 5,8 milijona mednarodnih prihodov, sledita mu Hanoj s 4,6 milijona in Hạ Long, vključno z zalivom Hạ Long s 4,4 milijona prihodov. Vsa tri so uvrščena med 100 najbolj obiskanih mest na svetu. Vietnam je dom osmih območij Unescove svetovne dediščine. Leta 2018 je Travel + Leisure Hội An uvrstil med 15 najboljših destinacij na svetu, ki jih je treba obiskati.

#### Unescova svetovna dediščina
Kulturna:
- Osrednji sektor cesarske citadele Thang Long - Hanoj (2010)
- Citadela dinastije Ho (2011)
- Kompleks spomenikov Hué (1993)
- Starodavno mesto Hội An (1999)
- Svetišče Mỹ Sơn (1999)

Naravna:
- Zaliv Ha Long - otočje Cat Ba (1994, 2000, 2023)
- Narodni park Phong Nha-Ke Bang (2003, 2015)

Mešana:
- Slikovit krajinski kompleks Tràng An (2014)

### Energija
Vietnamski energetski sektor v veliki meri obvladuje Vietnam Electricity Group (EVN) pod državnim nadzorom. Od leta 2017 je EVN predstavljal približno 61,4 % sistema za proizvodnjo električne energije v državi s skupno močjo 25.884 MW. Drugi viri energije so PetroVietnam (4435 MW), Vinacomin (1785 MW) in 10.031 MW od investitorjev zgradi-upravljaj-prenesi (BOT).
Večino energije v Vietnamu proizvede bodisi hidroelektrarna bodisi energija fosilnih goriv, kot so premog, nafta in plin, medtem ko dizelsko gorivo, male hidroelektrarne in obnovljiva energija dobavljajo preostanek. Vietnamska vlada je načrtovala razvoj jedrskega reaktorja kot pot za vzpostavitev drugega vira električne energije iz jedrske energije. Načrt je bil opuščen konec leta 2016, ko je večina državnega zbora glasovala za nasprotovanje projektu zaradi široke zaskrbljenosti javnosti zaradi radioaktivne kontaminacije.
V gospodinjskem plinskem sektorju v Vietnamu prevladuje PetroVietnam, ki nadzoruje skoraj 70 % domačega trga utekočinjenega naftnega plina (LPG) v državi. Od leta 2011 podjetje upravlja tudi pet elektrarn na obnovljivo energijo, vključno s termoelektrarno Nhơn Trạch 2 (750 MW), vetrno elektrarno Phú Quý (6 MW), hidroelektrarno Hủa Na (180 MW), hidroelektrarno Dakdrinh Tovarna (125 MW) in termoelektrarna Vũng Áng 1 (1200 MW).
Po statističnih podatkih družbe British Petroleum (BP) je Vietnam uvrščen med 52 držav, ki imajo dokazane zaloge surove nafte. Leta 2015 so rezerve znašale približno 4,4 milijarde sodčkov, kar je Vietnam uvrstilo na prvo mesto v jugovzhodni Aziji, medtem ko so bile dokazane rezerve plina okoli 0,6 bilijona kubičnih metrov (tcm) in so ga uvrstile na tretje mesto v jugovzhodni Aziji za Indonezijo in Malezijo.

### Urbanizacija
Število ljudi, ki živijo v urbaniziranih območjih v 2019 je 33.122.548 ljudi (s stopnjo urbanizacije 34,4 %). Od leta 1986 se je stopnja urbanizacije Vietnama hitro povečala, potem ko je vietnamska vlada uvedla gospodarski program Đổi Mới, sistem spremenila v socialističnega in liberalizirala lastninske pravice. Posledično sta Hanoj in Hošiminh (dve večji mesti v delti Rdeče reke oziroma jugovzhodni regiji) povečala svoj delež celotnega mestnega prebivalstva z 8,5 % oziroma 24,9 % na 15,9 % oziroma 31 %. Vietnamska vlada je prek svojega ministrstva za gradbeništvo napovedala, da bo imela država do leta 2020 45-odstotno stopnjo urbanizacije, čeprav je bilo po popisu leta 2019 potrjeno le 34,4-odstotna. Urbanizacija naj bi imela pozitivno korelacijo z gospodarsko rastjo. Vsaka država z višjo stopnjo urbanizacije ima višjo stopnjo rasti BDP. Poleg tega je gibanje urbanizacije v Vietnamu predvsem med podeželskimi območji in jugovzhodno regijo države. Mesto Hošiminh je sprejelo veliko število migrantov predvsem zaradi boljšega vremena in gospodarskih priložnosti.
Študija tudi kaže, da imajo migranti iz podeželja v mesta višji življenjski standard kot nepriseljenci na podeželju in nepriseljenci v mestnih območjih. Posledica tega so spremembe v gospodarskih strukturah. Leta 1985 je kmetijstvo predstavljalo 37,2 % vietnamskega BDP; leta 2008 se je to število zmanjšalo na 18,5 %. Leta 1985 je industrija predstavljala le 26,2 % vietnamskega BDP; do leta 2008 se je to število povečalo na 43,2 %. Urbanizacija prav tako pomaga izboljšati osnovne storitve, ki zvišujejo življenjski standard ljudi. Dostop do električne energije je narasel s 14 % vseh gospodinjstev z elektriko leta 1993 na več kot 96 % leta 2009.] Glede dostopa do sladke vode podatki 65 komunalnih podjetij kažejo, da je imelo leta 2002 le 12 % gospodinjstev na območju, ki ga pokrivajo, dostop do vodovodnega omrežja; do leta 2007 je bilo priključenih več kot 70 % prebivalstva. Čeprav ima urbanizacija številne prednosti, ima nekaj slabosti, saj ustvarja več prometa ter onesnažuje zrak in vodo.
Mnogi Vietnamci za prevoz uporabljajo mopede, saj so razmeroma poceni in enostavni za upravljanje. Znano je, da njihovo veliko število povzroča prometne zastoje in onesnaževanje zraka v Vietnamu. Samo v glavnem mestu se je število mopedov z 0,5 milijona v letu 2001 povečalo na 4,7 milijona v letu 2013. S hitrim razvojem so zrasle tovarne, ki posredno onesnažujejo zrak in vodo. Primer je katastrofa morskega življenja v Vietnamu leta 2016, ki jo je povzročilo podjetje Formosa Ha Tinh Steel Company, ki je nezakonito izpuščalo strupene industrijske odpadke v ocean. To je pobilo veliko rib in uničilo morske habitate v vietnamskih vodah, kar je povzročilo velike izgube v gospodarstvu države. Vlada posreduje in išče rešitve za zmanjšanje onesnaženosti zraka z zmanjšanjem števila motornih koles in povečanjem javnega prevoza. Uvedel je več predpisov za ravnanje z odpadki v tovarnah. Čeprav imajo oblasti tudi urnike za zbiranje različnih vrst odpadkov, je odlaganje odpadkov še en problem, ki ga povzroča urbanizacija. Količina trdnih odpadkov, ustvarjenih v mestnih območjih Vietnama, se je od leta 2003 do 2008 povečala za več kot 200 %. Trdni industrijski odpadki so predstavljali 181 % tega povečanja. Eno od prizadevanj vlade vključuje poskus spodbujanja kampanj, ki spodbujajo domačine k ločevanju gospodinjskih odpadkov, saj večina vietnamske družbe še vedno ne ločuje ločevanja odpadkov.

#### Največja mesta in občine v Vietnamu
| Največja mesta in občine države Vietnam Vir: 2019 Vietnamese census, National Assembly | Največja mesta in občine države Vietnam Vir: 2019 Vietnamese census, National Assembly | Največja mesta in občine države Vietnam Vir: 2019 Vietnamese census, National Assembly | Največja mesta in občine države Vietnam Vir: 2019 Vietnamese census, National Assembly | Največja mesta in občine države Vietnam Vir: 2019 Vietnamese census, National Assembly | Največja mesta in občine države Vietnam Vir: 2019 Vietnamese census, National Assembly | Največja mesta in občine države Vietnam Vir: 2019 Vietnamese census, National Assembly | Največja mesta in občine države Vietnam Vir: 2019 Vietnamese census, National Assembly | Največja mesta in občine države Vietnam Vir: 2019 Vietnamese census, National Assembly | Največja mesta in občine države Vietnam Vir: 2019 Vietnamese census, National Assembly |
|                                                                                        | Rang                                                                                   |                                                                                        | Provinca                                                                               | Preb.                                                                                  | Rang                                                                                   |                                                                                        | Provinca                                                                               | Preb.                                                                                  |                                                                                        |
| -------------------------------------------------------------------------------------- | -------------------------------------------------------------------------------------- | -------------------------------------------------------------------------------------- | -------------------------------------------------------------------------------------- | -------------------------------------------------------------------------------------- | -------------------------------------------------------------------------------------- | -------------------------------------------------------------------------------------- | -------------------------------------------------------------------------------------- | -------------------------------------------------------------------------------------- | -------------------------------------------------------------------------------------- |
| Hanoj                                                                                  | 1                                                                                      | Hošiminh                                                                               | občina                                                                                 | 8.993.082                                                                              | 11                                                                                     | Nha Trang                                                                              | provinca Khánh Hòa                                                                     | 422.601                                                                                | Hải Phòng Cần Thơ                                                                      |
| Hanoj                                                                                  | 2                                                                                      | Hanoj                                                                                  | občina                                                                                 | 8.053.663                                                                              | 12                                                                                     | Dĩ An                                                                                  | provinca Bình Dương                                                                    | 403.760                                                                                | Hải Phòng Cần Thơ                                                                      |
| Hanoj                                                                                  | 3                                                                                      | Hải Phòng                                                                              | občina                                                                                 | 2.028.514                                                                              | 13                                                                                     | Buôn Ma Thuột                                                                          | provinca Đắk Lắk                                                                       | 375.590                                                                                | Hải Phòng Cần Thơ                                                                      |
| Hanoj                                                                                  | 4                                                                                      | Cần Thơ                                                                                | občina                                                                                 | 1.235.171                                                                              | 14                                                                                     | Thanh Hóa                                                                              | provinca Thanh Hóa                                                                     | 359.910                                                                                | Hải Phòng Cần Thơ                                                                      |
| Hanoj                                                                                  | 5                                                                                      | Da Nang                                                                                | občina                                                                                 | 1.134.310                                                                              | 15                                                                                     | Vũng Tàu                                                                               | provinca Bà Rịa–Vũng Tàu                                                               | 357.124                                                                                | Hải Phòng Cần Thơ                                                                      |
| Hanoj                                                                                  | 6                                                                                      | Biên Hòa                                                                               | provinca Đồng Nai                                                                      | 1.055.414                                                                              | 16                                                                                     | Thái Nguyên                                                                            | provinca Thái Nguyên                                                                   | 340.403                                                                                | Hải Phòng Cần Thơ                                                                      |
| Hanoj                                                                                  | 7                                                                                      | Thủ Đức                                                                                | Hošiminh                                                                               | 1.013.795                                                                              | 17                                                                                     | Vinh                                                                                   | provinca Nghệ An                                                                       | 339.114                                                                                | Hải Phòng Cần Thơ                                                                      |
| Hanoj                                                                                  | 8                                                                                      | Huế                                                                                    | provinca Thừa Thiên Huế                                                                | 652.572                                                                                | 18                                                                                     | Thủ Dầu Một                                                                            | provinca Bình Dương                                                                    | 321.607                                                                                | Hải Phòng Cần Thơ                                                                      |
| Hanoj                                                                                  | 9                                                                                      | Thuận An                                                                               | provinca Bình Dương                                                                    | 508.433                                                                                | 19                                                                                     | Hạ Long                                                                                | provinca Quảng Ninh                                                                    | 300.267                                                                                | Hải Phòng Cần Thơ                                                                      |
| Hanoj                                                                                  | 10                                                                                     | Hải Dương                                                                              | provinca Hải Dương                                                                     | 508.190                                                                                | 20                                                                                     | Quy Nhon                                                                               | provinca Bình Định                                                                     | 290.053                                                                                | Hải Phòng Cần Thơ                                                                      |

## Religija
Vietnamska različica budizma Tam Giao (trojna vera) se je skozi stoletja razvila na podlagi medsebojnih vplivov budizma, konfucionizma, taoizma in vietnamskega animizma. Še dandanes je v veri vietnamcev čutiti močno prisotnost starodavnih verovanj, ki je starejše od konfucionizma in budizma. Muslimanska skupnost šteje okoli 0,5 % populacije in je pretežno sestavljena iz Kmerov in Chamov. Z okoli 8-10 % krščansko verujoče populacije, spada Vietnam na drugo mesto, takoj za Filipini, po razširjenosti krščanstva v Aziji. Kaodaizem, kot lokalna sekta, je ustvarjen z namenom združevanja sekularnih in religioznih filozofij vzhoda in zahoda. Ustvarjen v zgodnjih dvajsetih letih 20. stoletja, večinoma temelji na sporočilih ustanovitelja Ngo Minh Chieu-ja. Sekta se danes nahaja v provinci Tay Ninh in obsega okoli dva milijona vernikov.

## Kultura
Vietnamska kultura velja za del vzhodnoazijske kulturne sfere. Vietnamska kultura se je skozi stoletja razvila iz avtohtone starodavne kulture Dong Son z mokrim gojenjem riža kot ekonomsko osnovo. Nekateri elementi narodove kulture imajo kitajski izvor, v tradicionalnem političnem sistemu in filozofiji črpajo elemente konfucijanstva, mahajanskega budizma in taoizma. Vietnamska družba je strukturirana okoli làng (vasi prednikov); vsi Vietnamci zaznamujejo skupno obletnico prednikov na deseti dan tretjega lunarnega meseca. Vpliv kitajske kulture, kot so kantonska, kultura Haka, hokienska in hainanska kultura, je bolj očiten na severu, kjer je budizem močno prepleten s popularno kulturo. Kljub temu obstajajo kitajske četrti na jugu, kot na primer v Chợ Lớn, kjer se je veliko Kitajcev poročalo s Kinhi in jih med njimi ni mogoče razlikovati. V osrednjem in južnem delu Vietnama so sledovi kulture Champa in Kmerov razvidni iz ostankov ruševin, artefaktov in njihovega prebivalstva kot naslednika starodavne kulture Sa Huỳnh. V zadnjih stoletjih so zahodne kulture postale priljubljene med novejšimi generacijami Vietnamcev.
Tradicionalna središča vietnamske kulture temeljijo na človečnosti (nhân nghĩa) in harmoniji (hòa), v kateri so vrednote družine in skupnosti zelo cenjene. Vietnam časti številne ključne kulturne simbole, kot je vietnamski zmaj, ki izhaja iz podob krokodila in kače; Vietnamski narodni oče, pol mitski kralj Lạc Long Quân je upodobljen kot sveti zmaj Lạc je sveta ptica, ki predstavlja vietnamsko nacionalno mater Âu Cơ. Druge vidne podobe, ki so prav tako čaščene, so želva, bivol in konj. Mnogi Vietnamci prav tako verjamejo v nadnaravno in spiritualizem, kjer lahko bolezen povzroči prekletstvo ali čarovništvo ali povzroči neupoštevanje verske etike. Za zdravljenje bolne osebe se lahko uporabijo tradicionalni zdravniki, amuleti in druge oblike duhovne zaščite ter verske prakse. V moderni dobi so na kulturno življenje Vietnama močno vplivali mediji in kulturni programi pod nadzorom vlade. Dolga desetletja so se tuji kulturni vplivi, zlasti tisti zahodnega izvora, izogibali. Toda od nedavne reformacije je bil Vietnam bolj izpostavljen sosednji jugovzhodni Aziji, vzhodni Aziji ter zahodni kulturi in medijem.
Glavna vietnamska svečana obleka áo dài se nosi ob posebnih priložnostih, kot so poroke in verski prazniki. Bel áo dài je obvezna uniforma za dekleta v številnih srednjih šolah po vsej državi. Drugi primeri tradicionalnih vietnamskih oblačil so: áo tứ thân, štiridelna ženska obleka; áo ngũ, oblika thâna v petdelni obliki, ki se večinoma nosi na severu države; yếm, žensko spodnje perilo; áo bà ba, podeželske delovne "pižame" za moške in ženske; áo gấm, uradna brokatna tunika za vladne sprejeme; in áo the, različica áo gấm, ki jo nosijo ženini na porokah. Tradicionalna pokrivala vključujejo standardno stožčasto nón lá in "senčniku podobno" nón quai thao. V turizmu številne priljubljene kulturne turistične destinacije vključujejo nekdanje cesarsko mesto Huế, območja svetovne dediščine narodnega parka Phong Nha-Kẻ Bàng, Hội An in Mỹ Sơn, obalne regije, kot je Nha Trang, jame v zalivu Hạ Long in Marmorne gore. 

### Književnost
Vietnamska književnost ima večstoletno zgodovino in država ima bogato tradicijo ljudske književnosti, ki temelji na tipični pesniški obliki od šest do osem verzov, imenovani ca dao, ki se običajno osredotoča na vaške prednike in junake. Najdena je bila pisna literatura, ki sega v dinastijo Ngô iz 10. stoletja, z znamenitimi starodavnimi avtorji, vključno z: Nguyễn Trãi, Trần Hưng Đạo, Nguyễn Du in Nguyễn Đình Chiểu. Nekatere literarne zvrsti igrajo pomembno vlogo v gledališki uprizoritvi, na primer hát nói in ca trù. Tudi nekatere pesniške zveze so bile oblikovane v Vietnamu, kot je tao đàn. Na vietnamsko književnost so v zadnjem času vplivali zahodni slogi, s prvim gibanjem za literarno preobrazbo thơ mới, ki se je pojavilo leta 1932. Vietnamska ljudska književnost je preplet mnogih oblik. Ne gre le za ustno izročilo, temveč za mešanje treh medijev: skritega (ohranjenega le v spominu ljudskih avtorjev), fiksiranega (zapisanega) in prikazanega (uprizorjenega). Ljudsko slovstvo običajno obstaja v številnih različicah, prenaša se ustno in ima neznane avtorje. Miti so sestavljeni iz zgodb o nadnaravnih bitjih, junakih, bogovih stvarnikih in odsevajo pogled starodavnih ljudi na človeško življenje. Sestavljajo jih zgodbe o stvarjenju, zgodbe o njihovem izvoru (Lạc Long Quân in Âu Cơ), kulturnih junakih (Sơn Tinh in Thủy Tinh), ki se imenujejo gorski oziroma vodni duh, in številne druge folklorne zgodbe.

### Glasba
Tradicionalna vietnamska glasba se razlikuje med severnimi in južnimi regijami države. Severna klasična glasba je najstarejša glasbena oblika Vietnama in je tradicionalno bolj formalna. Začetki vietnamske klasične glasbe segajo v čas mongolske invazije v 13. stoletju, ko so Vietnamci ujeli kitajsko operno skupino. V svoji zgodovini je kitajska glasbena tradicija najbolj vplivala na Vietnam, skupaj z japonsko, korejsko in mongolsko. Nhã nhạc je najbolj priljubljena oblika cesarske dvorne glasbe, Chèo je oblika splošno satiričnega glasbenega gledališča, medtem ko je Xẩm ali hát xẩm (petje xẩm) vrsta vietnamske ljudske glasbe. Quan họ (izmenično petje) je priljubljeno v nekdanji provinci Hà Bắc (ki je zdaj razdeljena na provinci Bắc Ninh in Bắc Giang) in po vsem Vietnamu. Druga oblika glasbe, imenovana Hát chầu văn ali hát văn, se uporablja za priklic duhov med obredi. Nhạc dân tộc cải biên je sodobna oblika vietnamske ljudske glasbe, ki je nastala v 1950-ih, medtem ko je ca trù (znan tudi kot hát ả đào) priljubljena ljudska glasba. Hò lahko razumemo kot južni stil Quan họ. Obstaja vrsta tradicionalnih inštrumentov, vključno z đàn bầu (monokordne citre), đàn gáo (dvostrunske gosli s kokosovim ohišjem) in đàn nguyệt (dvostrunska lutnja). V zadnjem času je bilo nekaj prizadevanj za mešanje vietnamske tradicionalne glasbe - zlasti ljudske glasbe - s sodobno glasbo, da bi oživili in promovirali nacionalno glasbo v sodobnem kontekstu ter izobraževali mlajše generacije o vietnamskih tradicionalnih glasbilih in pevskih slogih. Bolero glasba je postala priljubljena v državi od leta 1930, čeprav v drugačnem slogu - kombinacija tradicionalne vietnamske glasbe z zahodnjaškimi elementi. V 21. stoletju sodobna vietnamska pop glasbena industrija, znana kot V-pop, vključuje elemente številnih priljubljenih žanrov po vsem svetu, kot so elektronika, ples in R&B.

### Arhitektura
Za razliko od sosednjih Kmerov, se vietnamska zgodovinska arhitektura ne more pohvaliti z večjimi dosežki. V večini je temeljila na lokalno prisotnih naravnih materialih, ki pa so v tropskih predelih precej ranljivi. Izstopajo le templji in stolpi kulture Cham. Teh je največ v srednjem delu Vietnama in je od njih najbolj znano tempeljsko mesto My Son, ki pa je tudi pod Unescovo zaščito. 

### Kiparstvo
Vietnamsko kiparstvo tradicionalno temelji na religioznih temah kot dodatki arhitekturi predvsem na pagodah, templjih in grobnicah. Civilizacija Chamov je izdelovala čudovite kamnite kipe iz peščenjaka za hindujska in budistična svetišča. Največja zbirka Cham skulptur je danes v Da Nangu.

### Vodne lutke
Vodne lutke (vietnamsko Múa rối nước) je tradicija, ki sega v 11. stoletje, ko je nastala v vaseh območja delte Rdeče reke v severnem Vietnamu. Lutke so izdelane iz lesa in nato lakirane. Predstave izvajajo v bazenu do pasu. Velika bambusova palica podpira lutko pod vodo in jo lutkarji, ki so običajno skriti za zaslonom, uporabljajo za nadzor. Tako se zdi, da se lutke premikajo nad vodo. Ko bi riževa polja poplavila, bi vaščani zabavali drug drugega s to obliko lutkovne igre. Med bolj znane sodi teater vodnih lutk Hoan Kiem, poimenovan po jezeru v centru glavnega mesta Hanoj.

### Film
Filmoteka je svetu bolj znana na podlagi ameriških vojnih filmov, med katerimi so bolj znani Lovec na jelene, Apokalipsa zdaj in Vod smrti. Med francosko kolonialno zasedbo sta bolje znana filma Ljubimec in Indokina, med vietnamske sodobnike sodi Tran Anh Hung s filmom Vonj po zeleni papaji.